# Praomys hartwigi
Praomys hartwigi is een knaagdier uit het geslacht Praomys dat voorkomt op Mount Bambuto, Mount Lefo en Mount Oku in West-Kameroen. Deze soort is het nauwst verwant aan P. obscurus, die in de bergen van Nigeria voorkomt. Beide soorten behoren tot de Praomys tullbergi-groep. De kop-romplengte bedraagt 115 tot 134 mm, de staartlengte 152 tot 173 mm, de achtervoetlengte 24 tot 28 mm, de oorlengte 17 tot 20,5 mm en het gewicht 44 tot 69,5 gram.
Praomys coetzeei · Praomys daltoni · Praomys degraaffi · Praomys hartwigi · Praomys jacksoni · Praomys minor · Praomys misonnei · Harlekijnbosmuis (Praomys morio) · Praomys mutoni · Praomys obscurus · Praomys petteri · Praomys rostratus · Praomys tullbergi